# Дальгрен, Рольф
Рольф Мартин Теодор Дальгрен (7 июля 1932 года — 14 февраля 1987 года) — шведско-датский ботаник, профессор Копенгагенского университета с 1973 года.

## Биография
Родился в Эребру 7 июля 1932 года в семье аптекаря Рудольфа Дальгрена и его жены, урожденной Греты Далстранд.
Получил степень магистра по биологии (1955) и докторскую степень в ботанике (1963) в Лундском университете. Будучи доцентом Лундского ботанического музея, участвовал в ботанических экспедициях в Южной Африке в 1956—1957 и 1965—1966 годах.
В 1973 году стал профессором ботаники в Копенгагенском университете. Здесь он разработал свою систему классификации покрытосеменных, основанную на гораздо большем числе классификационных признаков, чем предыдущие системы, в том числе на фитохимических характеристиках (см. также хемотаксономия). Хотя система была впервые представлена на датском языке, она быстро получила широкое признание, особенно благодаря наглядным диаграммам, так называемым дальгренограммам.
В 1986 году он был избран членом Шведской королевской академии наук.
Погиб в автокатастрофе в Сконе (Швеция) 14 февраля 1987 года.
У Дальгрена было трое детей: Сюзанна, Хелена и Фредрик.

## Память
В честь Р. Дальгрена назнан южноафриканский монотипный род Dahlgrenodendron J.J.M.van der Merwe & A.E.van Wyk (1988)
Мемориальный симпозиум Рольфа Дальгрена был проведен в 1987 году в Берлине, Германия.

## Избранные публикации
- Dahlgren, Rolf. Studies on Aspalathus and some related genera in South Africa (PhD thesis) (англ.). — Lund: Lund University, 1963.
- Dahlgren, Rolf. Angiospermernes taxonomi, vol. 1-4 (англ.). — Copenhagen: Akademisk Forlag[англ.], 1974–76.
- Dahlgren, R. A system of classification of angiosperms to be used to demonstrate the distribution of characters (англ.) // Botaniska Notiser[англ.] : journal. — 1975. — Vol. 128. — P. 119—147.
- Dahlgren R. (1975b). The distribution of characters within an angiosperm system. I. Some embryological characters. Botaniska Notiser 128: 181—197
- Dahlgren, Rolf. A commentary on a diagrammatic presentation of the angiosperms in relation to the distribution of character states (англ.). — 1977. — P. 253—284. in Kubitzki (1977)
- Dahlgren, R., 1977b. A note on the Taxonomy of the 'Synpetalae' and related groups. Publications of the Cairo University Herbarium, 7-8: 83- 102.
- Dahlgren. R., Nielsen, B. J., Goldblait, P. & Rourke, J. P., 1979. Further notes on Retziaceae, its chemical contents and affinities. Annals of the Missouri Botanical Garden, 66: 545—556
- Dahlgren, R., Jensen, S. R., & Nielsen, B. J., 1976. Iridoid compounds in Fouquieraceae and notes on its possible affinities. Bolaniska Notiser 129: 207—212.
- Dahlgren, R. M. T. A revised system of classification of the angiosperms (англ.) // Botanical Journal of the Linnean Society : journal. — 1980. — February (vol. 80, no. 2). — P. 91—124. — doi:10.1111/j.1095-8339.1980.tb01661.x.
- Dahlgren, Rolf; Clifford, H. T. The monocotyledons: A comparative study (англ.). — London and New York: Academic Press, 1982. — ISBN 9780122006807.
- Dahlgren R.(1983). «General Aspects of Angiosperm Evolution and Macrosystematics». Nordic Journal of Botany 3: 119—149
- Дальгрен, Рольф; Rasmussen, F.N. Monocotyledon evolution: characters and phylogenetic analysis (англ.) // Evol. Biol : journal. — 1983. — Vol. 16. — P. 255—395. — doi:10.1007/978-1-4615-6971-8_7.
- Dahlgren, Rolf M.; Clifford, H. T.; Yeo, Peter. The families of the monocotyledons: Structure, evolution, and taxonomy (англ.). — Berlin and New York: Springer-Verlag, 1985. — ISBN 978-3-642-64903-5. Additional excerpts
- Dahlgren, Rolf; Lu, An-ming. Campynemanthe (Campynemaceae): Morphology, microsporogenesis, early ovule ontogeny and relationships (англ.) // Nordic Journal of Botany : journal. — Wiley-Blackwell, 1985. — Vol. 5, no. 4. — P. 321—330. — doi:10.1111/j.1756-1051.1985.tb01660.x.